# Ministère des Affaires étrangères (Tunisie)
Pour les articles homonymes, voir Ministère des Affaires étrangères.
Le ministère des Affaires étrangères (arabe : وزارة الشؤون الخارجية), officiellement appelé ministère des Affaires étrangères, de la Migration et des Tunisiens à l'étranger (arabe : وزارة الشؤون الخارجية والهجرة والتونسيين بالخارج), est le ministère tunisien chargé de la politique étrangère de la Tunisie et des relations avec les États et les organisations étrangères. Il s'agit de l'un des cinq ministères régaliens, avec la Justice, la Défense nationale, l'Intérieur et les Finances.

## Missions et attributions
- Élaboration et mise en œuvre de la politique étrangère du gouvernement conformément aux orientations du président de la République
- Établissement, maintien et développement des rapports d'amitié et de coopération dans les domaines politiques, économiques et culturels avec les États, institutions et organisations
- Représentation de l'État auprès des autres pays, institutions et organisations
- Protection, défense et sauvegarde à l'étranger des droits et intérêts de la Tunisie ainsi que ses ressortissants
- Intermédiaire officiel entre les missions étrangères, institutions et organisations établies en Tunisie et les départements ministériels et organismes tunisiens
- Préparation et conduite, en collaboration avec les départements ministériels concernés, de la négociation et de la conclusion des traités, conventions et accords internationaux ; le ministère propose la ratification, la publication, l'interprétation et veille à leur exécution

## Organisation
- Cabinet
- Inspection générale
- Secrétariat général
- Direction générale des affaires politiques, économiques et coopération pour le monde arabe et les organisations arabes et islamiques
- Direction générale des affaires politiques, économiques et coopération pour l'Europe et l'Union européenne
- Direction générale des affaires politiques, économiques et coopération pour les pays d'Amérique, d'Asie-Pacifique et les organisations régionales américaines et asiatiques
- Direction générale des affaires politiques, économiques et coopération pour l'Afrique et l'Union africaine
- Direction générale des organisations et conférences internationales
- Direction générale des affaires consulaires
- Direction du protocole diplomatique
- Direction de l'information
- Unités d'étude et de recherche

## Établissements rattachés
- Institut diplomatique pour la formation et les études

## Ministre
Le ministre des Affaires étrangères est nommé par le chef du gouvernement depuis 2011, selon la loi constituante de 2011, puis l'article 89 de la Constitution de 2014, qui précise que cette nomination s'effectue en concertation avec le président de la République. Selon la Constitution de 1959, il était nommé par le président de la République sur proposition du Premier ministre.
Il dirige le ministère et participe au Conseil des ministres ainsi qu'au Conseil de sécurité nationale.

### Historique
Le poste est créé le 15 avril 1956, dans le premier gouvernement de Habib Bourguiba, nommé le 12 avril comme Premier ministre par l'assemblée constituante. Bourguiba cumule alors les fonctions de ministre des Affaires étrangères et de la Défense jusqu'au 25 juillet 1957, date à laquelle il est désigné président de la République. Il annonce alors la composition de son nouveau gouvernement trois jours plus tard, où Sadok Mokaddem devient ministre, avant la nomination de Mongi Slim le 29 août 1962.
Le 12 novembre 1964, c'est Habib Bourguiba Jr. qui est nommé ministre par son père avant de devenir ministre de la Justice et de laisser sa place à Mohamed Masmoudi, le 12 juin 1970. Masmoudi reste en fonction dans le gouvernement Nouira et fait partie des instigateurs du projet avorté d'union avec la Libye en 1974. Principal membre du gouvernement à soutenir cette union, car elle aurait été bénéfique selon lui pour l'économie tunisienne, il est remplacé par Habib Chatti à la suite de l'échec de cette initiative. Ce dernier fait de Tunis le siège de la Ligue arabe et permet à un Tunisien de prendre la tête de l'organisation, Chedli Klibi. À la suite du départ du gouvernement Nouira, il quitte ses fonctions et laisse sa place à Hassen Belkhodja.
Béji Caïd Essebsi devient ministre dans le gouvernement Mohamed Mzali, le 15 avril 1981. Il est confronté à plusieurs crises, notamment l'arrivée à Bizerte des combattants palestiniens chassés de Beyrouth en 1982, le bombardement par l'armée de l'air israélienne du quartier général de l'OLP à Hammam Chott (opération Jambe de bois) en 1985, sans oublier les sautes d'humeur de Mouammar Kadhafi. Le moment le plus fort de son mandat reste cependant le vote de la résolution des Nations unies condamnant l'agression israélienne contre la Tunisie.
Il quitte le gouvernement Sfar, le 15 septembre 1986, remplacé par Hédi Mabrouk, dernier ministre des Affaires étrangères du président Bourguiba. Il est successivement remplacé par Mahmoud Mestiri, Abdelhamid Escheikh, Ismaïl Khelil, Habib Boularès, Habib Ben Yahia, Abderrahim Zouari, Saïd Ben Mustapha, Habib Ben Yahia, Abdelbaki Hermassi, Abdelwahab Abdallah et Kamel Morjane, dernier ministre du président Zine el-Abidine Ben Ali. Ce dernier est reconduit à son poste par Mohamed Ghannouchi dans son second gouvernement, engendrant alors des manifestations à travers le pays demandant le départ de toute personnalité appartenant au Rassemblement constitutionnel démocratique. Le 27 janvier, Morjane démissionne et laisse sa place à Ahmed Ounaies, Mouldi Kefi, Rafik Abdessalem (beau-fils du leader d'Ennahdha, Rached Ghannouchi) puis Othman Jerandi.

### Liste
| Image                                                                           | Nom                       | Parti           |  | Gouvernement | Début du mandat   | Fin du mandat     |
| ------------------------------------------------------------------------------- | ------------------------- | --------------- |  | --- | ----------------- | ----------------- |
|                                                                                 | Habib Bourguiba           | Néo-Destour     |  | Gouvernement Bourguiba I                                                                                         | 15 avril 1956     | 29 juillet 1957   |
|                                                                                 | Sadok Mokaddem            | Néo-Destour     |  | Gouvernement Bourguiba II                                                                                        | 29 juillet 1957   | 29 août 1962      |
|                                                                                 | Mongi Slim                | Néo-Destour PSD |  | Gouvernement Bourguiba II                                                                                        | 29 août 1962      | 12 novembre 1964  |
|                                                                                 | Habib Bourguiba Jr.       | PSD             |  | Gouvernement Bourguiba II Gouvernement Ladgham                                                                   | 12 novembre 1964  | 12 juin 1970      |
|                                                                                 | Mohamed Masmoudi          | PSD             |  | Gouvernement Ladgham Gouvernement Nouira                                                                         | 12 juin 1970      | 14 janvier 1974   |
|                                                                                 | Habib Chatti              | PSD             |  | Gouvernement Nouira                                                                                              | 14 janvier 1974   | 24 décembre 1977  |
|                                                                                 | Mohamed Fitouri           | PSD             |  | Gouvernement Nouira                                                                                              | 24 décembre 1977  | 15 avril 1980     |
|                                                                                 | Hassen Belkhodja          | PSD             |  | Gouvernement Nouira Gouvernement Mohamed Mzali                                                                   | 15 avril 1980     | 15 avril 1981     |
|                                                                                 | Béji Caïd Essebsi         | PSD             |  | Gouvernement Mohamed Mzali Gouvernement Sfar                                                                     | 15 avril 1981     | 15 septembre 1986 |
|                                                                                 | Hédi Mabrouk              | PSD             |  | Gouvernement Sfar Gouvernement Ben Ali                                                                           | 15 septembre 1986 | 7 novembre 1987   |
|                                                                                 | Mahmoud Mestiri           | PSD RCD         |  | Gouvernement Hédi Baccouche I                                                                                    | 7 novembre 1987   | 7 novembre 1988   |
|                                                                                 | Abdelhamid Escheikh       | RCD             |  | Gouvernement Hédi Baccouche I Gouvernement Hédi Baccouche II Gouvernement Hédi Baccouche III Gouvernement Karoui | 7 novembre 1988   | 3 mars 1990       |
|                                                                                 | Ismaïl Khelil             | RCD             |  | Gouvernement Karoui                                                                                              | 3 mars 1990       | 28 août 1990      |
|                                                                                 | Habib Boularès            | RCD             |  | Gouvernement Karoui                                                                                              | 28 août 1990      | 20 février 1991   |
|                                                                                 | Habib Ben Yahia           | RCD             |  | Gouvernement Karoui                                                                                              | 20 février 1991   | 22 janvier 1997   |
|                                                                                 | Abderrahim Zouari         | RCD             |  | Gouvernement Karoui                                                                                              | 22 janvier 1997   | décembre 1997     |
|                                                                                 | Saïd Ben Mustapha         | RCD             |  | Gouvernement Karoui                                                                                              | décembre 1997     | 17 novembre 1999  |
|                                                                                 | Habib Ben Yahia           | RCD             |  | Gouvernement Ghannouchi I                                                                                        | 17 novembre 1999  | 10 novembre 2004  |
|                                                                                 | Abdelbaki Hermassi        | RCD             |  | Gouvernement Ghannouchi I                                                                                        | 10 novembre 2004  | 17 août 2005      |
|                                                                                 | Abdelwahab Abdallah       | RCD             |  | Gouvernement Ghannouchi I                                                                                        | 17 août 2005      | 14 janvier 2010   |
|                                                                                 | Kamel Morjane             | RCD             |  | Gouvernement Ghannouchi I Gouvernement Ghannouchi II                                                             | 14 janvier 2010   | 27 janvier 2011   |
|                                                                                 | Ahmed Ounaies             | Indépendant     |  | Gouvernement Ghannouchi II                                                                                       | 27 janvier 2011   | 21 février 2011   |
|                                                                                 | Mouldi Kefi               | Indépendant     |  | Gouvernement Ghannouchi II Gouvernement Caïd Essebsi                                                             | 21 février 2011   | 24 décembre 2011  |
|                                                                                 | Rafik Abdessalem          | Ennahdha        |  | Gouvernement Jebali                                                                                              | 24 décembre 2011  | 13 mars 2013      |
|                                                                                 | Othman Jerandi            | Indépendant     |  | Gouvernement Larayedh                                                                                            | 13 mars 2013      | 29 janvier 2014   |
|                                                                                 | Mongi Hamdi               | Indépendant     |  | Gouvernement Jomaa                                                                                               | 29 janvier 2014   | 6 février 2015    |
|                                                                                 | Taïeb Baccouche           | Nidaa Tounes    |  | Gouvernement Essid                                                                                               | 6 février 2015    | 12 janvier 2016   |
|                                                                                 | Khemaies Jhinaoui         | Nidaa Tounes    |  | Gouvernement Essid Gouvernement Chahed                                                                           | 12 janvier 2016   | 29 octobre 2019   |
|                                                                                 | Sabri Bachtobji (intérim) | Indépendant     |  | Gouvernement Chahed                                                                                              | 29 octobre 2019   | 27 février 2020   |
|                                                                                 | Noureddine Erray          | Indépendant     |  | Gouvernement Fakhfakh                                                                                            | 27 février 2020   | 24 juillet 2020   |
|                                                                                 | Selma Ennaifer (intérim)  | Indépendante    |  | Gouvernement Fakhfakh                                                                                            | 24 juillet 2020   | 2 septembre 2020  |
| Ministère des Affaires étrangères de la Migration et des Tunisiens à l'étranger |                           |                 |  | |                   |                   |
|                                                                                 | Othman Jerandi            | Indépendant     |  | Gouvernement Mechichi Gouvernement Bouden                                                                        | 2 septembre 2020  | 7 février 2023    |
|                                                                                 | Nabil Ammar               | Indépendant     |  | Gouvernement Bouden/Hachani/Madouri                                                                              | 7 février 2023    | 25 août 2024      |
|                                                                                 | Mohamed Ali Nafti         | Indépendant     |  | Gouvernement Madouri/Zaäfrani                                                                                    | 25 août 2024      | en cours          |

## Secrétaires d'État
- Gouvernement Karoui
  - Saïd Ben Mustapha
  - Sadok Fayala
- Gouvernement Ghannouchi I
  - Saïda Chtioui
  - Abdelhafidh Harguem
  - Abdelwaheb Jemal
- Gouvernement Ghannouchi II et Gouvernement Caïd Essebsi
  - Ahmed Ounaies
  - Radhouane Nouisser
  - Khemaies Jhinaoui
- Gouvernement Jebali
  - Abdallah Triki
  - Hédi Ben Abbès
  - Touhami Abdouli
- Gouvernement Larayedh
  - Leïla Bahria
- Gouvernement Jomaa
  - Fayçal Gouiaa
- Gouvernement Essid
  - M'hamed Ezzine Chelaifa
  - Touhami Abdouli
- Gouvernement Chahed
  - Sabri Bachtobji
  - Radhouane Ayara
  - Hatem Ferjani
- Gouvernement Fakhfakh
  - Selma Ennaifer
- Gouvernement Mechichi
  - Mohamed Ali Nafti
- Gouvernement Bouden
  - Aïda Hamdi
- Gouvernement Bouden/Hachani/Madouri
  - Mounir Ben Rjiba
- Gouvernement Madouri/Zaafrani
  - Mohamed Ben Ayed